# Point No. 1 (album)
Point #1 jest pierwszym albumem amerykańskiego zespołu Chevelle. Single ("Mia" i "Point #1") trafiły nawet na 2. miejsce lokalnej listy przebojów. Większość piosenek na płycie została nagrana za pierwszym razem. Płyta sprzedała się w ilości ponad 100 tys. egzemplarzy.

## Lista utworów
1. "Open" – 2:01
2. "Point #1" – 4:21
3. "Prove to You" – 3:15
4. "Mia" – 2:19
5. "Skeptic" – 4:05
6. "Anticipation" – 3:07
7. "Dos" – 6:29
8. "Long" – 4:36
9. "Blank Earth" – 5:26
10. "Sma" – 2:54
11. "Peer" – 4:08